# 立新水库
立新水库是中国广东省江门市开平市境内的一座水库，位于潭江上，建于1958年。水库正常库容为632万立方米，平均水深为7.56米，集雨面积为24平方千米，海拔为30.9米。